# Nostalgia za Związkiem Radzieckim

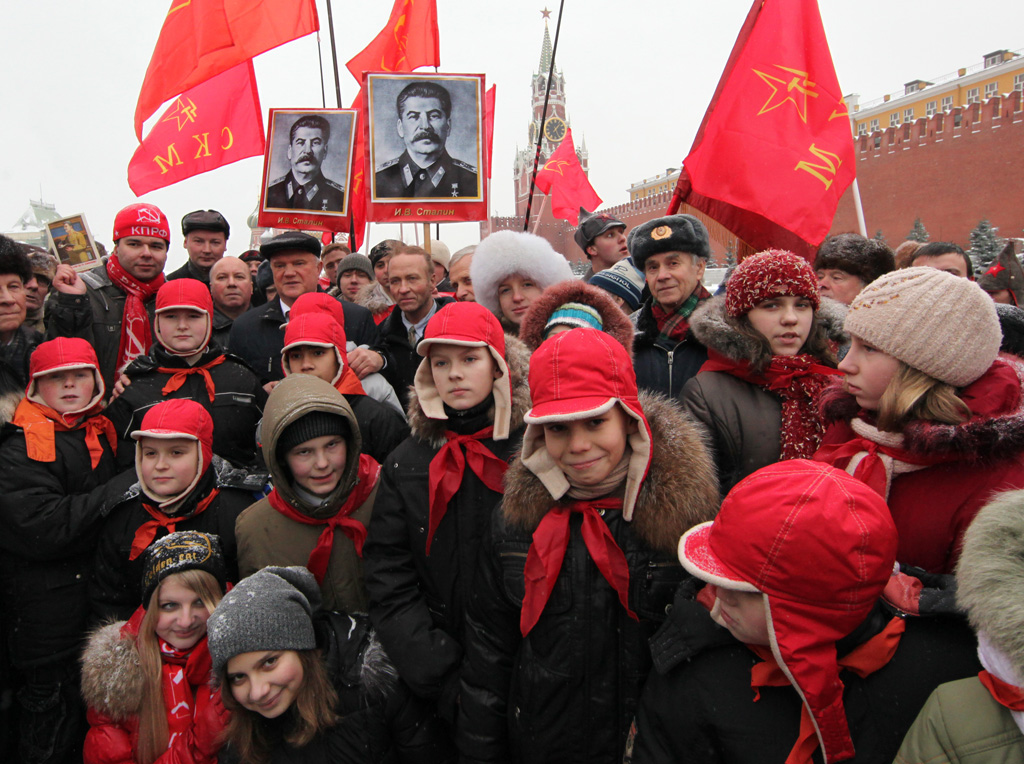
Upamiętnianie 130. rocznicy urodzin Stalina na Kremlu (2009 r.)

Nostalgia za Związkiem Radzieckim (ros. ностальгия по СССР) lub tęsknota za Związkiem Radzieckim – zjawisko społeczne nostalgii za epoką radziecką, niezależnie od tego, czy chodzi o jej politykę, społeczeństwo, kulturę, czy estetykę. Tego rodzaju tęsknotę obserwuje się w Rosji i innych krajach postsowieckich, a także wśród osób urodzonych w Związku Radzieckim, ale od dawna mieszkających za granicą. W 2004 roku uruchomiono w Rosji kanał telewizyjny Nostalgija (ros. „Ностальгия”), którego logo stylizowane jest na sierp i młot.

## Sondaże
Od czasu upadku Związku Radzieckiego i bloku socjalistycznego coroczne sondaże Centrum Lewady wykazują, że ponad 50% procent populacji Rosji ubolewa nad jego upadkiem, z jedynym wyjątkiem w 2012 roku, kiedy poparcie dla Związku Radzieckiego spadło poniżej 50%. Sondaż z 2018 roku wykazujący, że 66% Rosjan żałuje upadku Związku Radzieckiego, ustanowił 15-letni rekord, a większość głosów tęsknoty pochodziła od osób powyżej 55. roku życia.
Pomimo trwającej dekomunizacji na Ukrainie, wielu mieszkańców Charkowa nadal chciałoby powrotu czasów radzieckich. 
W Armenii 12% respondentów pozytywnie oceniło upadek ZSRR, a 66% negatywnie. W Kirgistanie 16% respondentów pozytywnie oceniło upadek ZSRR, a 61%, negatywnie. Badanie przeprowadzone w 2012 roku na zlecenie Carnegie Endowment wykazało, że 38% Ormian zgadza się ze stwierdzeniem, że ich kraj zawsze będzie potrzebował przywódcy takiego jak Stalin.

## Przyczyny
Według sondaży to, czego najbardziej brakuje ludziom tęskniącym za ZSRR, to jego wspólnego systemu gospodarczego, który zapewniał odrobinę stabilności finansowej. Neoliberalne reformy gospodarcze po upadku ZSRR i bloku wschodniego zaowocowały surowym poziomem życia ogółu ludności. Polityka związana z prywatyzacją spowodowała, iż gospodarka kraju znalazła się w rękach nowo powstałej oligarchii biznesowej. Poczucie przynależności do wielkiego mocarstwa było drugą najczęściej wymienioną przyczyną nostalgii; wielu z nich czuło się upokorzonych i zdradzonych przez swoje doświadczenia z lat 1990. i obwiniało za ten przewrót doradców mocarstw zachodnich, zwłaszcza że NATO zbliżyło się do rosyjskiej strefy wpływów.
Według dr Kristen Ghodsee, badaczki sytuacji w krajach postradzieckich:

Tylko badając, jak wielkie zmiany społeczne, polityczne i ekonomiczne wpłynęły na aspekty życia codziennego, możemy zrozumieć pragnienie tej zbiorowo wyobrażonej, bardziej egalitarnej przeszłości. Nikt nie chce wskrzeszać XX-wiecznego totalitaryzmu. Ale nostalgia za komunizmem stała się wspólnym językiem, poprzez który zwykli mężczyźni i kobiety wyrażają rozczarowanie niedostatkami demokracji parlamentarnej i dzisiejszego neoliberalnego kapitalizmu”

W 1996 roku po raz pierwszy wyemitowano program telewizyjny ''Старые песни о главном'', którego motywem przewodnim było wykonanie radzieckich piosenek przez współczesnych artystów. Program okazał się popularny i od tego czasu jest regularnie emitowany; tworzone są również podobne programy.
Od późnych lat 90. XX wieku krytyka kapitalizmu zaczęła pojawiać się w ankietach socjologicznych przeprowadzanych przez studentów, które to były stosunkowo rzadkie na początku lat 90. Jednocześnie zaczęto kwestionować tezy o totalitaryzmie systemu istniejącego w Związku Radzieckim i negatywnej charakterystyce społeczeństwa radzieckiego.
W pierwszej dekadzie XXI wieku, wraz ze stabilizacją gospodarki, nostalgia za ZSRR osiągnęła nowy poziom, stając się powszechną techniką marketingową – pojawiły się stołówki w radzieckim stylu, kampanie reklamowe przypominające o systemie GOST i rozpoznawalne stereotypy czasów Związku Radzieckiego, niekiedy zahaczające o groteskę.
Podobne zjawisko rozprzestrzeniło się w miejscach zamieszkania emigrantów z byłego ZSRR, w szczególności w Brighton Beach. Zaczęły powstawać muzea poświęcone życiu „długich lat siedemdziesiątych” (1968-1982), głównie prywatne. Pojawiło się również radzieckie retro, odwołujące się do czasów kiedy wszystko było „proste”. Jednakże, jak podkreślają badacze, dość pośpieszne jest postrzeganie tego zjawiska jako przejaw wyłącznie nostalgicznych emocji radzieckich; przeciwnie, zjawisko to świadczy o kryzysie ideologicznym i poszukiwaniu zarówno nowych, jak i starych wzorców. W krajach byłej Jugosławii istnieje podobne zjawisko „Jugonostalgii” – nostalgia za czasami zjednoczonej socjalistycznej Jugosławii, a na ziemiach byłej NRD – Ostalgia. Na terytorium Rosji działają liczne nieformalne organizacje zwolenników odbudowy ZSRR. Projekt artystyczny ZSRR-2061 (ros. CCCP-2061) powstał z myślą o odrodzeniu radzieckiego gatunku fantasy, a jego główna idea poświęcona jest przyszłości, w której chce się żyć.
Według sondażu Centrum Lewady z listopada 2016, ludzie tęsknią za Związkiem Radzieckim głównie z powodu zniszczenia wspólnego systemu gospodarczego 15 republik (53%); ludzie stracili poczucie przynależności do wielkiego mocarstwa (43%); wzrosła wzajemna nieufność (31%); utracone zostało poczucie, że jest się w domu w jakiejkolwiek części ZSRR (30%); oraz stracono kontakt z przyjaciółmi, krewnymi (28%). Socjolog Centrum Lewady Karina Pipija twierdzi, że w sondażu z 2018 roku czynniki ekonomiczne odegrały najważniejszą rolę we wzroście nostalgii za ZSRR, a nie chodzi o utratę prestiżu czy tożsamości narodowej, zauważając, że zdecydowana większość Rosjan żałuje, że niegdyś istniała większa sprawiedliwość społeczna i że władza pracowała dla dobra narodu oraz że była lepsza pod względem troski o obywateli i paternalistycznych oczekiwań. Sondaż Centrum Lewady w czerwcu 2019 roku wykazał, że 59% Rosjan uważało, że władza radziecka troszczy się o zwykłych ludzi. Wiosną tegoż roku pozytywne odczucia względem rządów Józefa Stalina również pobiły rekord.
W sondażu na najlepszego przywódcę w historii Rosji zwyciężył Leonid Breżniew, drugie miejsce zajął Włodzimierz Lenin, zaś trzecie – Józef Stalin.